# Patson Daka
Patson Daka (* 9. Oktober 1998 in Kafue) ist ein sambischer Fußballspieler auf der Position eines Stürmers. Seit Sommer 2021 steht er bei Leicester City unter Vertrag.

## Karriere
Patson Daka wurde am 9. Oktober 1998 geboren und spielte in seiner Jugend für den von den Konkola Copper Mines gesponserten Fußballverein Nchanga Rangers FC aus der Großstadt Chingola. Daraufhin wechselte er im Oktober 2014 zum von den sambischen Streitkräften gesponserten Verein Green Buffaloes aus der Hauptstadt Lusaka. Dort debütierte er noch im gleichen Jahr im Alter von 14 Jahren in der Herrenmannschaft mit Spielbetrieb in der sambischen Erstklassigkeit. Mit den grünen Büffeln schloss er das Spieljahr 2014 auf dem zehnten von 16 Tabellenplätzen im zum Teil sehr dicht gestaffelten Endklassement ab. 2015 konnte er sich mit der Mannschaft zunehmend verbessern und rangierte mit dem Team zum Saisonende auf dem vierten Tabellenplatz, mit lediglich sieben Punkten Rückstand auf Meister ZESCO United. Daka hatte sich in diesem Jahr zum Stammspieler entwickelt und war bereits erfolgreich für die sambischen U-17-, U-20- und U-23-Auswahlen aktiv gewesen und hatte sich dabei für A-Teamchef Honour Janza empfohlen.
Erste Erfolge feierte Daka ab Juli 2014, als er noch auf Vereinsbasis bei den Nchanga Rangers aktiv war und mit einer sambischen U-17-Auswahl an der Qualifikation zur U-17-Afrikameisterschaft im darauffolgenden Jahr teilnahm. Dabei gewann er mit seinem Heimatland die beiden Zweitrundenspiele gegen Botswana und die beiden Drittrundenpartien gegen Uganda und schaffte so mit Sambia den Einzug in die von 15. Februar bis 1. März 2015 stattfindende Endrunde im Niger. Die Qualifikation beendete er dabei mit fünf erzielten Treffern in vier Länderspielen als Torschützenkönig. In der anschließenden Endrunde stand er unter Trainer Chris Kaunda im 21-köpfigen Kader der ausschließlich aus in Sambia spielenden Akteuren bestand. Mit der Mannschaft schied er nach drei absolvierten Gruppenspielen, in denen er zwei Treffer erzielte und damit teaminterner Torschützenkönig war, noch in der Gruppenphase vom laufenden Turnier aus. Noch im gleichen Jahr nahm er mit der sambischen U-20-Nationalmannschaft an der U-20-Fußball-Afrikameisterschaft 2015 im Senegal teil, wo er mit der Mannschaft nach drei Spielen als Gruppenletzter der Gruppe B vom laufenden Turnier ausschied. Die beiden Halbfinalisten und die beiden Finalisten qualifizierten sich daraufhin für die anschließende zwei Monate später stattfindende U-20-Fußball-Weltmeisterschaft 2015 in Neuseeland. Weiters wurde er für die U-23 Sambias eingesetzt.
Etwa zu dieser Zeit debütierte er unter Honour Janza auch in der sambischen A-Nationalelf, als er am 10. Mai 2015 in einem freundschaftlichen Länderspiel gegen Malawi über die vollen 90 Minuten eingesetzt wurde und das Spiel mit 2:0 gewann. Nachdem er somit erstmals in der Vorbereitung für den anschließenden COSAFA Cup 2015 in der Provinz Nordwest in Südafrika im Einsatz war, wurde er von Janza auch in ebendiesem eingesetzt. Dabei war Sambia erst ab dem Viertelfinale gesetzt, schied dort jedoch erst im Elfmeterschießen mit 4:5 gegen den späteren Turniersieger Namibia aus. Hier kam Daka in der zweiten Halbzeit als Ersatz für Bornwell Mwape zum Einsatz und wurde auch beim 3:0-Erfolg in der Trostrunde über die als Gastmannschaft teilnehmenden Ghanaer als Mwape-Ersatz ab der 70. Spielminute eingesetzt. Im anschließenden Spiel um Platz 5 gegen Malawi, das Malawi auch mit 1:0 gewann, war Patson Daka nicht mehr im offiziellen Kader. Nach seiner Teilnahme an einem Qualifikationsspiel zur Afrikameisterschaft 2017 gegen Guinea-Bissau im Juni 2015 absolviert er einen Monat später ein Qualifikationsspiel zur Afrikanischen Nationenmeisterschaft 2016 gegen Namibia. Hierbei war er, nachdem Honour Janzas Vertragsende bereits im März 2015 angekündigt wurde, unter dem interimistisch angestellten George Lwandamina im Einsatz.
Unter Lwandamina war er daraufhin auch im Januar 2016 im 23-Mann-Aufgebot Sambias, das an der Afrikanischen Nationenmeisterschaft 2016 in Ruanda teilnahm. Mit der Mannschaft kam er als Gruppensieger der Gruppe D bis ins Viertelfinale, wo er mit dem Team den Konkurrenten aus Guinea mit 4:5 im Elfmeterschießen unterlag. Patson Daka wurde bis zu diesem Zeitpunkt in zwei der vier Spiele seiner Mannschaft eingesetzt und blieb dabei torlos. Nachdem er anfangs noch für den lokalen Klub Kafue Celtic trainierte, wurde er in weiterer Folge leihweise auf Vereinsbasis von den Power Dynamos aufgenommen, mit denen er ins Spieljahr 2016 startete. Hierbei erzielte er noch in seinem ersten Ligaspiel, dem 2:1-Erstrundensieg über die NAPSA Stars, seinen ersten Treffer für die von der Copperbelt Energy Corporation gesponserte Mannschaft aus dem nordsambischen Kitwe.
Im Januar 2017 wurde er an den österreichischen Zweitligisten FC Liefering verliehen. Mit der U-19 des FC Red Bull Salzburg gewann er 2017 die UEFA Youth League. Dabei konnte er beim 2:1-Sieg im Finale gegen Benfica Lissabon den Treffer zum zwischenzeitlichen 1:1 erzielen.
Zur Saison 2017/18 wurde er vom FC Red Bull Salzburg fest verpflichtet, bei dem er einen bis Juni 2022 gültigen Vertrag erhielt. Im August 2017 debütierte er für Red Bull Salzburg, als er im Rückspiel des Playoffs der Europa-League-Qualifikation gegen den FC Viitorul Constanța in der 56. Minute für Fredrik Gulbrandsen eingewechselt wurde. In vier Spielzeiten in der ersten Mannschaft kam er zu insgesamt 125 Pflichtspieleinsätzen für die Salzburger, in denen er 68 Tore erzielte. In der Saison 2020/21 wurde er mit 27 Toren in 28 Einsätzen Torschützenkönig in der Bundesliga. In seinen vier Jahren bei Red Bull Salzburg wurde er immer Meister mit dem Verein.
Nach viereinhalb Spielzeiten in Österreich wechselte Daka zur Saison 2021/22 nach England zu Leicester City, wo er einen bis Juni 2026 laufenden Vertrag erhielt. Am 16. Oktober erzielte er beim 4:2-Sieg über Manchester United sein erstes Tor in der Premier League und wurde dadurch zum ersten sambischen Torschützen in der Geschichte des Wettbewerbs. Nur vier Tage später gelang ihm das gleiche Kunststück auf europäischer Ebene, als er zum ersten Torschützen in der Geschichte des Europapokals wurde. In der Europa League gegen Spartak Moskau erzielte Daka beim 4:3-Erfolg Leicesters gleich vier Tore.

## Erfolge
- Österreichischer Meister: 2018, 2019, 2020, 2021
- Österreichischer Cupsieger: 2019, 2020, 2021
- UEFA Youth League: 2017

## Auszeichnungen
- CAF: Afrikanischer Jugendfußballer 2017
- Bester Spieler und Torschützenkönig der Bundesliga: 2021